# Antoine Frisch
Pour les articles homonymes, voir Frisch.
Pas d'image ? Cliquez ici

a Compétitions nationales et continentales officielles uniquement.

b Matchs officiels uniquement.
Dernière mise à jour le 13 mars 2025.
Antoine Frisch, né le 1er juin 1996 à Fontainebleau (Seine-et-Marne), est un joueur international français de rugby à XV. Il joue au poste de centre au RC Toulon depuis 2024.

## Biographie

### Jeunesse et formation
Antoine Frisch naît à Fontainebleau où il débute le rugby à XV avec le Rugby Sud 77. Il est ensuite formé au PUC (Paris Université Club), avant de rejoindre le centre de formation du RC Massy puis du Stade français Paris, où il n'est pas conservé à la fin de son contrat à cause de la forte concurrence à son poste,. À Paris, il joue avec les espoirs, mais n'a pas fait une seule feuille de match avec l'équipe sénior et n'a participé qu'à un seul match amical, face à l'USAP. Il joue alors demi d'ouverture, son poste de formation.
En recherche de temps de jeu, il signe finalement un contrat professionnel au Stado Tarbes Pyrénées en 2018.

### Débuts professionnels en France (2018-2021)
Antoine Frisch fait donc ses débuts séniors à Tarbes durant la saison 2018-2019, en Fédérale 1, soit en troisième division. Il y est repositionné au poste de premier centre (n°12). Il joue au total dix-sept matchs, marque sept essais et participe à une demi-finale de Challenge Yves-du-Manoir avec le club tarbais, contre l’Union Cognac-Saint-Jean-d'Angély. Antoine Frisch joue les 80 minutes du match mais les siens s'inclinent 19 à 18. Il s'agit alors de son dernier match sous les couleurs de Tarbes, puisqu'il retourne à Massy, relégué en Fédérale 1, l'issue de cette saison. Il y signe un contrat de deux ans.
À Massy, il joue huit matchs et marque cinq essais, avant de quitter le club après une saison passée. À 23 ans, Antoine Frisch rejoint le Rouen NR pour la saison 2020-2021, où il joue pour la première fois en Pro D2. Pour sa première saison en deuxième division, il joue 25 des 30 matchs de son équipe et marque quatre essais.

### Passage en Angleterre, à Bristol (2021-2022)
Après trois saisons professionnelles en France, Antoine Frisch rejoint alors l'Angleterre et signe chez les Bristol Bears pour un an. Il retourne ainsi dans le pays d'où est originaire sa mère, qui vient du Devon, et où il a étudié durant un an, à l'université de Loughborough en 2015,. Il joue son premier match en Premiership en octobre 2021, à l'occasion de la cinquième journée, contre Newcastle. Il est titulaire et joue tout le match (défaite 13-5). En janvier 2022, il dispute son premier match de Coupe d'Europe, contre son club formateur, le Stade français, lorsqu'il entre en jeu en seconde période (victoire 28-17). Il dispute en tout treize matchs avant de se blesser à l'épaule lors d'un match contre Gloucester Rugby, fin avril. Alors qu'il est suivi de près par Fabien Galthié qui compte le sélectionner pour participer à la tournée d'été du XV de France au Japon, il n'est toujours pas remis de sa blessure à l'épaule et n'est donc pas convoqué,.

### Débuts en Irlande au Munster (2022-2024)
Le club de Bristol annonce officiellement le départ d'Antoine Frisch pour le Munster le 20 avril 2022. Il débute sous ses nouvelles couleurs le 17 septembre 2022 contre Cardiff Rugby en United Rugby Championship, en début de saison 2022-2023. Par ailleurs, comme sa grand-mère est native de Dublin, il est sélectionné en septembre 2022 dans l'équipe Emerging Ireland (en) pour participer au Toyota Challenge en Afrique du Sud. Il est également convoqué par les Barbarians français pour jouer contre les Fidji à Lille en novembre 2022, mais doit finalement renoncer en raison d'une blessure à la cuisse. Pour sa première saison en Irlande, le Munster atteint la finale du United Rugby Championship après avoir battu le Leinster en demi-finale. En finale, les Irlandais affrontent les Sud-Africains des Stormers, et Antoine Frisch est titulaire au centre aux côtés de Malakai Fekitoa pour cette rencontre. Le Munster s'impose 19 à 14 et remporte cette compétition pour la première fois depuis 2011,. Il remporte ainsi le premier titre de sa carrière.
Le 10 mars 2024, à l'issue de la quatrième journée du Tournoi des Six Nations, il est convoqué par l'équipe de France pour préparer l'ultime journée de la compétition.
À l'issue de la saison 2023-2024, au mois de juin, il est sélectionné en équipe de France dans une liste de trente-deux joueurs pour préparer la tournée d'été en Argentine. Cette liste est marquée par l'absence des cadres habituels et la présence de nombreux joueurs sans sélection. Il est ensuite retenu dans la liste définitive la semaine d'après. Antoine Frisch connaît sa première cape avec les Bleus à l'occasion du premier match de la tournée, contre l'Argentine. Il est titularisé au centre avec Émilien Gailleton et marque un essai à la 46e minute de jeu. Il réalise une bonne première et les Français s'imposent 28 à 13,.

### Retour en France au RC Toulon (depuis 2024)
Le 24 mai 2024, le Rugby club toulonnais officialise son arrivée en provenance du Munster pour trois saisons à partir de la saison 2024-2025.

## Statistiques

### En club
| Saison             | Club                  | Championnat               | Championnat | Championnat | Compétitions de l'EPCR                 | Compétitions de l'EPCR                 | Compétitions de l'EPCR                 |
| Saison             | Club                  | Compétition               | Matchs      | Essais      | Compétition                            | Matchs                                 | Essais                                 |
| ------------------ | --------------------- | ------------------------- | ----------- | ----------- | -------------------------------------- | -------------------------------------- | -------------------------------------- |
| 2018-2019          | Stado Tarbes Pyrénées | Fédérale 1                | 17          | 7           | Pas de qualification en Coupe d'Europe | Pas de qualification en Coupe d'Europe | Pas de qualification en Coupe d'Europe |
| 2019-2020          | RC Massy              | Fédérale 1                | 8           | 5           | Pas de qualification en Coupe d'Europe | Pas de qualification en Coupe d'Europe | Pas de qualification en Coupe d'Europe |
| 2020-2021          | Rouen NR              | Pro D2                    | 25          | 4           | Pas de qualification en Coupe d'Europe | Pas de qualification en Coupe d'Europe | Pas de qualification en Coupe d'Europe |
| Sous-total         | Sous-total            | Sous-total                | 50          | 16          |                                        |                                        |                                        |
| 2021-2022          | Bristol Bears         | Premiership               | 10          | 2           | Coupe d'Europe                         | 1                                      | -                                      |
| Sous-total Bristol | Sous-total Bristol    | Sous-total Bristol        | 10          | 2           | Coupes d'Europe                        | 1                                      | 0                                      |
| 2022-2023          | Munster               | United Rugby Championship | 13          | 3           | Champions Cup                          | 5                                      | -                                      |
| 2023-2024          | Munster               | United Rugby Championship | 18          | 5           | Champions Cup                          | 4                                      | 2                                      |
| Sous-total Munster | Sous-total Munster    | Sous-total Munster        | 31          | 8           | Champions Cup                          | 9                                      | 2                                      |
| Total              | Total                 | Total                     | 91          | 26          | Compétitions EPCR                      | 10                                     | 2                                      |

### Internationales
Au 16 juillet 2024, Antoine Frisch compte deux sélections en équipe de France pour un essai marqué, soit cinq points.
| Année | Compétition | Matchs | Points | Essais |
| ----- | ----------- | ------ | ------ | ------ |
| 2024  | Test matchs | 2      | 5      | 1      |
| Total | Total       | 2      | 5      | 1      |

## Palmarès
- Munster
  - Vainqueur du United Rugby Championship en 2023.